# یوشینوبو هارادا
یوشینوبو هارادا (ژاپنی: 原田 欽庸؛ زادهٔ ۱۷ مهٔ ۱۹۸۶) یک بازیکن فوتبال اهل ژاپن است.
از باشگاه‌هایی که در آن بازی کرده‌است می‌توان به باشگاه فوتبال میتو هولیهوک، باشگاه فوتبال و-واران ناگاساکی و باشگاه فوتبال زویگن کانازاوا اشاره کرد.